# Urophyllum umbelliferum
Urophyllum umbelliferum är en måreväxtart som beskrevs av Theodoric Valeton. Urophyllum umbelliferum ingår i släktet Urophyllum och familjen måreväxter. Inga underarter finns listade i Catalogue of Life.